# فهیمه رحیمی

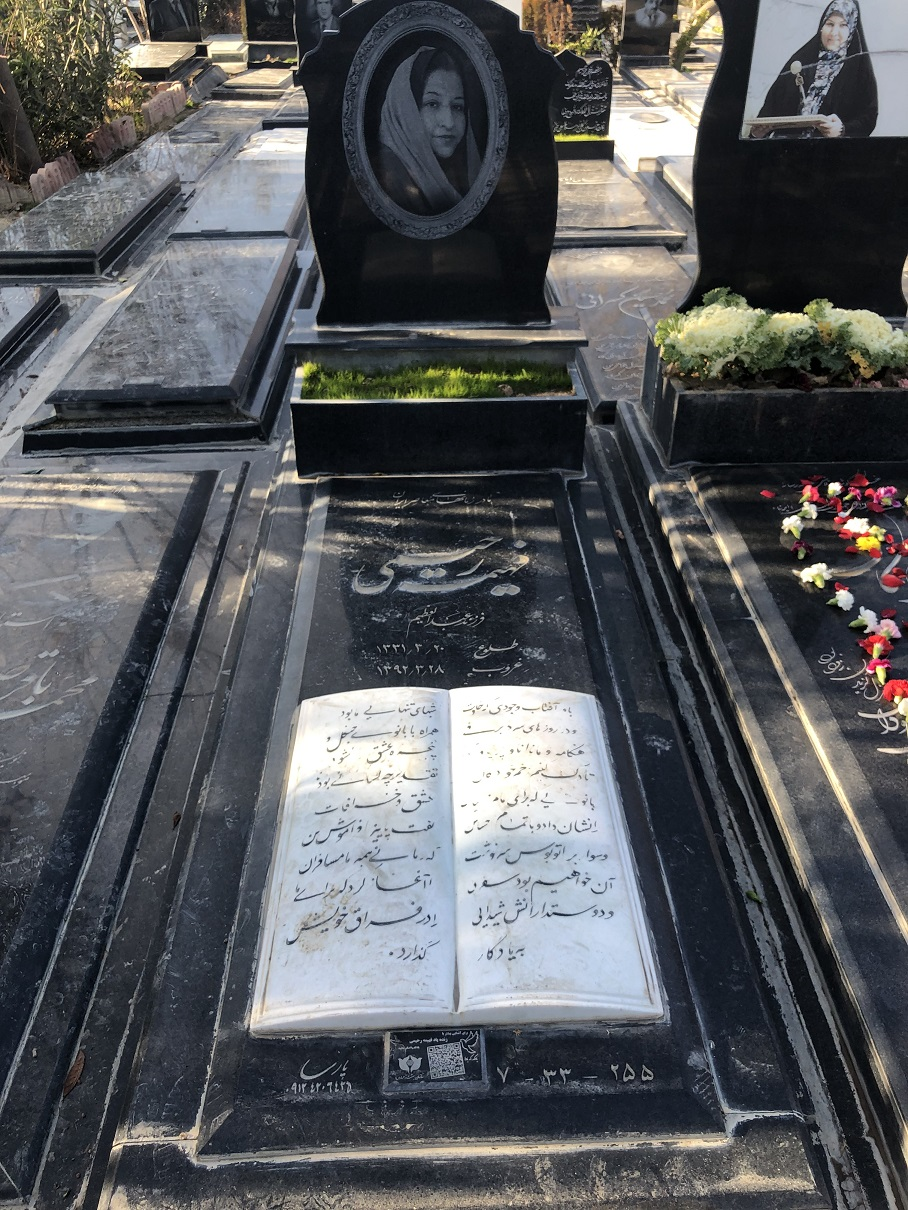

فهیمه رحیمی (زاده ۲۰ خرداد ۱۳۳۱ - درگذشته ۲۸ خرداد ۱۳۹۲) نویسنده رمان‌های عامه‌پسند ایرانی بود. وی با داشتن ۷ کتاب در میان ۴۷ کتاب پرفروش پس از انقلاب ۵۷ در ایران، رکورددار آن فهرست بوده‌است. بیان مسائل، ترس‌ها و آرزوهای زنانه، اغراق در احساسات و توجه به مسئله جدایی و پیوستن از ویژگی آثار وی است.

## ابتدای زندگی
وی در خرداد سال ۱۳۳۱ در تهران به دنیا آمد. پدرش در کارخانه گلیسیرین و صابون کار می‌کرد و در خیابان شهباز تهران زندگی می‌کردند. نخستین فعالیت ادبی جدی وی نوشتن قطعه‌ای ادبی با عنوان دلم برای پروانه می‌سوزد در ۹ سالگی بود. وی تجریه کار در زمینه خبرنگاری ورزشی و ادبیات کودکان را نیز در کارنامه داشت.

## فعالیت‌ها
وی مدتی در یک حوزه علمیه در محله آب‌منگل تهران به تحصیل دروس دینی پرداخت. سپس با مهاجرت به کرج، به عضویت کتابخانه شهر و حلقه ادبی پروین اعتصامی درآمد و نویسندگی را به صورتی جدی تر ادامه داد. رحیمی اولین کتاب خود را با عنوان بازگشت به خوشبختی در سال ۱۳۶۹ منتشر کرد. وی ۲۳ عنوان رمان نوشت و منتشر کرد که بسیاری از آن‌ها به صورت متعدد و پی‌درپی به چاپ مجدد رسید. رحیمی همچنین آثاری را برای کودکان نوشته که هیچ‌کدام به چاپ نرسیده‌است.

## زندگی خصوصی
فهیمه رحیمی در ۱۷ سالگی ازدواج کرد که حاصل آن، یک پسر و یک دختر بود.

## درگذشت
فهیمه رحیمی صبح روز ۲۸ خرداد ۱۳۹۲ در بیمارستان مهر تهران درگذشت.